# اچ‌ام‌اس ولکان (۱۸۸۹)
اچ‌ام‌اس ولکان (۱۸۸۹) (به انگلیسی: HMS Vulcan (1889)) یک کشتی است که طول آن ۳۵۰ فوت (۱۱۰ متر) می‌باشد. این کشتی در سال ۱۸۸۹ ساخته شد.